# Orthotrichia advena
Orthotrichia advena är en nattsländeart som beskrevs av Wells 1984. Orthotrichia advena ingår i släktet Orthotrichia och familjen smånattsländor. Inga underarter finns listade i Catalogue of Life.